# Дедекиндова группа
Дедекиндова группа — это группа, всякая подгруппа которой нормальна.
Гамильтонова группа — это неабелева дедекиндова группа.

## Примеры
Всякая абелева группа является дедекиндовой.
Группа кватернионов — гамильтонова группа наименьшего порядка.
Норма всякой группы является дедекиндовой группой.
Всякая нильпотентная Т-группа является дедекиндовой.

## Свойства
Всякая гамильтонова группа представима в виде прямого произведения вида G = Q8 × B × D, где B — элементарная абелева 2-группа, а D — периодическая абелева группа, все элементы которой имеют нечетный порядок.
Гамильтонова группа порядка 2a содержит 22a − 6 подгрупп, изоморфных группе кватернионов.
Гамильтоновых групп порядка 2ea, где e ≥ 3, столько же, сколько абелевых групп порядка a.
Всякая гамильтонова группа является локально конечной.
Всякая дедекиндова группа является Т-группой.
Всякая дедекиндова группа является квазигамильтоновой.